# Xestia longijuxta
Xestia longijuxta är en fjärilsart som beskrevs av Yoshimoto 1995. Xestia longijuxta ingår i släktet Xestia och familjen nattflyn. Inga underarter finns listade i Catalogue of Life.